# Brandvarnare

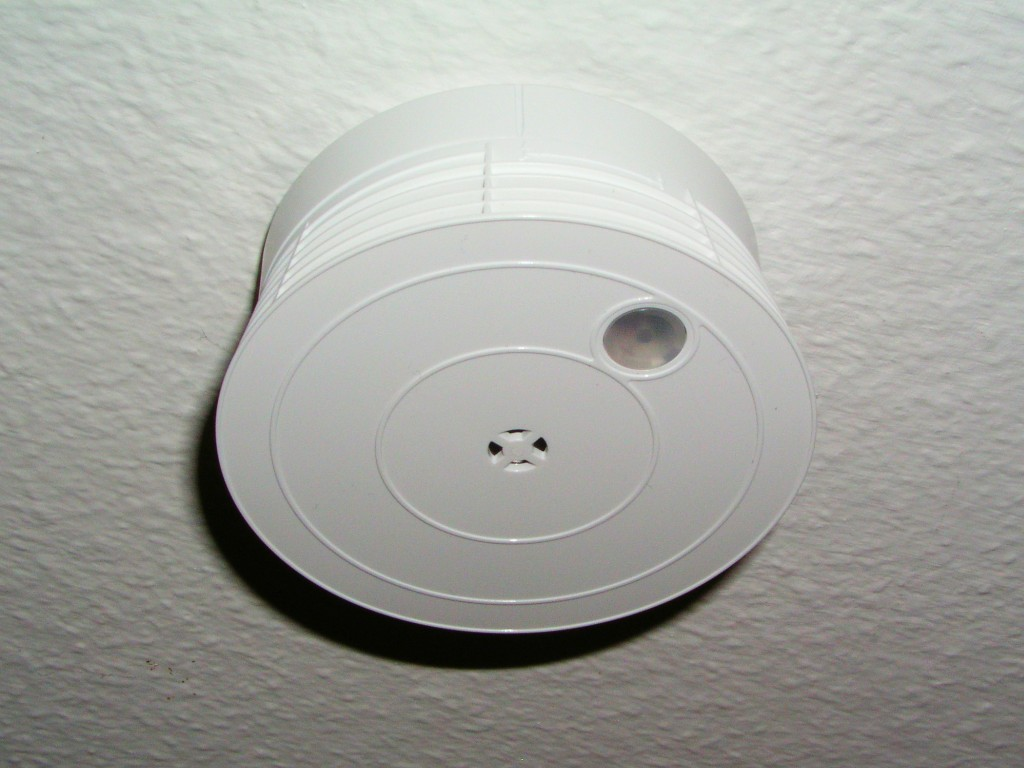
Brandvarnare uppsatt i taket.

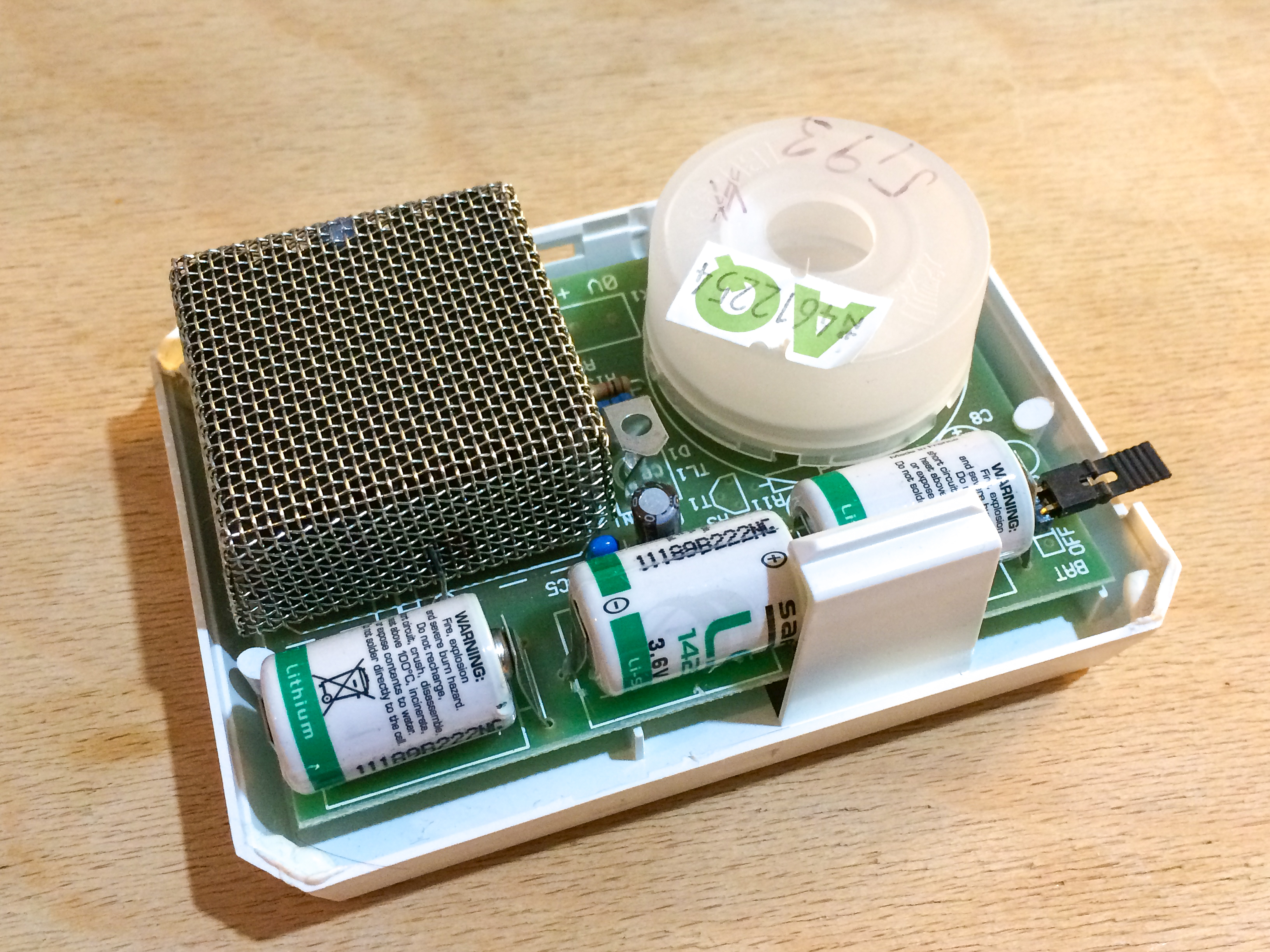
En brandvarnare med kåpan borttagen.

Brandvarnare är en anordning konstruerad för att kontinuerligt känna av rök från en begynnande brand och avge en varningssignal. Syftet är att brandvarnaren ska varna om brand innan branden upptäcks, för att personer i byggnaden ska ha möjlighet att larma räddningstjänst, släcka branden innan den sprider sig eller utrymma byggnaden. Brandvarnare monteras i allmänhet i taket eftersom rök vanligtvis stiger, vilket resulterar i att larmet utlöser snabbare.
Det finns många typer av brandvarnare och deras utformning är beroende på vilken miljö de är avsedda att verka i. Bränder i industriella miljöer skiljer sig till exempel ifrån bränder som uppkommer i hem. I större byggnader är ofta brandvarnaren sammankopplad med ett brandlarm. Där brukar även finnas en utrymningsplan och nödutgångar.
En brandvarnare konstruerad för användning i hemmet är antingen optiska eller joniserande och är i regel försedd med ett batteri som måste bytas ut med jämna mellanrum. Helst bör man ha en brandvarnare i varje rum eller åtminstone en på varje våningsplan eftersom man aldrig säkert kan veta var en eventuell brand startar och hur den sprider sig. Däremot bör man inte placera brandvarnare i kök eller badrum eftersom brandvarnaren då riskerar ge falsklarm.
Joniserande brandvarnare använder sig av en radioaktiv källa, Am-241, för att upptäcka varm "osynlig" rök från öppen eld.
Optiska brandvarnare använder sig av en ljuskänslig sensor för att upptäcka "kall" synlig rök från exempelvis glödbränder
Svenska Brandskyddsföreningen uppmanar till följande underhåll av en brandvarnare i hemmet:
- Rengör brandvarnaren med dammsugare och utvändigt med lätt fuktad trasa en gång om året och vid falsklarm.[1]
- Kontrollera att den fungerar minst en gång i månaden och när man varit hemifrån en längre tid, genom att trycka på testknappen.[1] Brandvarnarens siren ska då ljuda. Samtliga funktioner i brandvarnaren kontrolleras på det sättet.
- Byt batteri när den indikerar batteribyte, när den inte ger ifrån sig ljud vid tryck på testknappen eller när den inte fungerar som den ska.[1]
- Byt ut brandvarnaren om testknappen inte fungerar efter batteribyte eller om den ger falsklarm efter rengöring.[1]

När brandvarnaren är förbrukad plockas batteriet ut och den sopsorteras som elektronikavfall eller lämnas till försäljningsstället.